# 徐琦
徐 琦（じょ き、1386年 - 1453年）は、明代の官僚。字は良玉。本貫は杭州府銭塘県。

## 生涯
祖父が兵士として寧夏に流され、その地に家を構えた。徐琦は幼くして学問につとめ、経書や史書に通じた。1415年（永楽13年）、進士に及第し、行人に任じられた。1429年（宣徳4年）、兵部職方員外郎に転じた。1431年（宣徳6年）、右通政に抜擢された。章敞の副使としてベトナム黎朝に赴いた。帰国すると、南京兵部右侍郎に任じられた。1433年（宣徳8年）、黎朝の貢賦が額に達しておらず、南征の兵士の身柄返還も滞っていたことから、宣徳帝は徐琦に命じてベトナムに赴かせた。ときに黎利が死去し、その子の黎麟が即位していたが、その外交方針は定まっていなかった。徐琦は黎麟に利害を説いて、兵士の身柄返還に応じさせ、方物を貢献させた。1434年（宣徳9年）、帰国した。1435年（宣徳10年）、工部左侍郎の鄭辰や刑部右侍郎の吾紳らとともに山西を順撫するよう命じられた。
正統初年、鄭辰とともに北京南郊の官吏の考査をおこない、不法をおこなっていた者30人を降格させた。ときに災害が頻発したことから、徐琦は災害防止の十事を言上して、全て聞き入れられた。1440年（正統5年）、参賛南京機務を命じられた。1449年（正統14年）、参賛のまま南京兵部尚書に進んだ。南京の軍を分割して、家族とともに北に移そうと図る提案が出され、朝議でも賛同が多かった。徐琦は数万の人々を移転させると、人心が動揺すると上奏して、移転は取りやめになった。軍衛に学校がなかったことから、徐琦は天下の衛所に府・州・県の例に倣って学校を立てるよう要請して、聞き入れられた。
1450年（景泰元年）、靖遠伯王驥が参賛南京機務につくと、徐琦は南京兵部の事務に専念した。1452年（景泰3年）、王驥が解任されると、徐琦は再び参賛南京機務をつとめた。1453年（景泰4年）3月、死去した。享年は68。諡は貞襄といった。著書に『文集』6巻があった。
子に徐鎡があった。